# Никонівка (Бердичівський район)

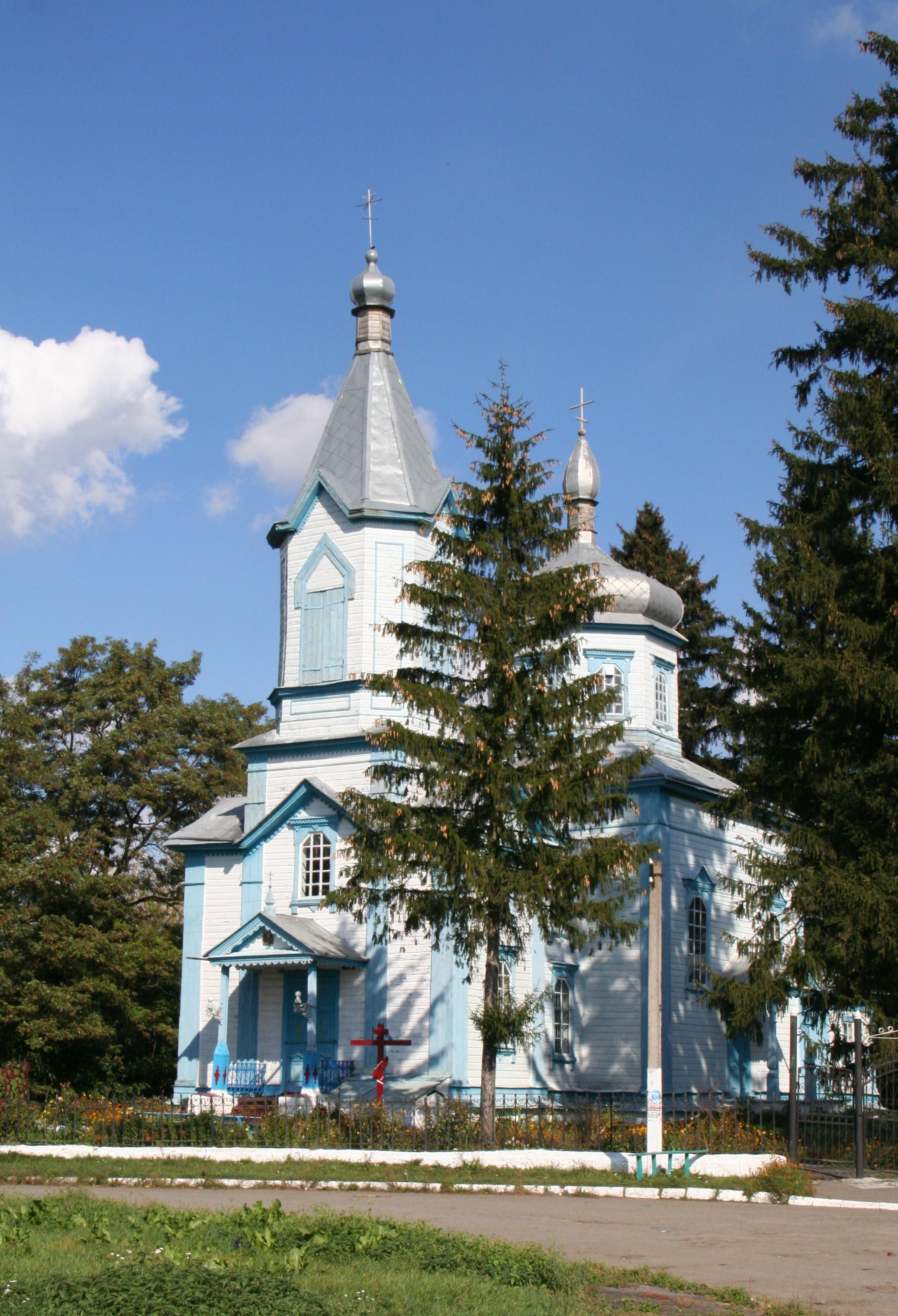
Церква в с. Никонівка.

Ни́конівка — село в Україні, у Бердичівському районі Житомирської області. Населення становить 417 осіб на 2024 рік.

## Географія
Село розташоване на лівому березі річки Пустохи.

## Історія
Назва села, відповідно до найпоширенішої версії, походить від імені селянина Никона, який втік від пана та поселився в густих лісах, після цього, в цьому місці поселилося ще декілька родин, таким чином виникло село [1].
Точна дата заснування села невідома, проте вже в середині ХVIII століття воно вказано у списках подимного податку: «Nikonowka wieś do Kodni szesnastka. Do grodu złotych trzy, groszy cztery, do skarbu złotych dwanaście, groszy szesnaście» [2]. На цей час село, як і вся Правобережна Україна, входило до складу Речі Посполитої, Никонівка була частиною Київського воєводства, Київського повіту. Після Другого поділу Речі Посполитої, в 1793 році, вся Правобережна Україна перейшла під управління Російської імперії, Никонівка ввійшла до складу Житомирського повіту, Волинської губернії (губернія створена 23 грудня 1796 року). 
Першим документом російського періоду по с. Никонівка я ревізька казка 1795 року на шляхту, в якій вказано, що «…Никоновка владения шамбеляна двору польского короля Станислава … Казымирова сына Ушинского…». Те, що Никонівка була володінням Ушинських підтверджується і ревізіє. 1811 року, де записано, що «…село Никоновка наследников умершего шамбеляна Станислава Ушинского…» [3, 4].
Вже по ревізії 1834 року більшість селян Никонівки були кріпаками поміщиків Пеньковських, а саме Павла Гнатовича Пеньковського, спадкоємці якого (Казимир Павлович Пеньковський та Генрієтта Павлівна Уляницька) володіли селянами до ліквідації кріпосного права. Викупний процес був досить тривалим, відбувався з 1867 по 1872 роки [5, 6].

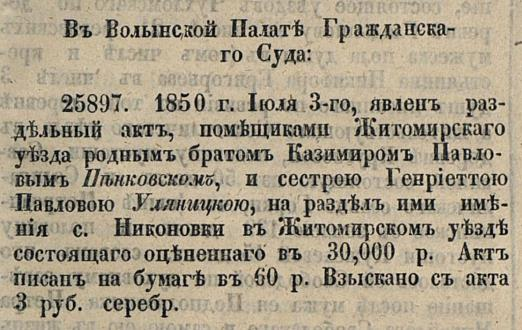
Вирізка із Сенатських відомостей про розділ с. Никонівка між поміщиками Пеньковськими (1850 рік)

За даними на 1888 рік в Никонівці (село Солотвинської волості) проживало 694 жителя (83 двори) [8].
На початку ХХ століття село було досить більшим, як вказано в довіднику населених міст Волинської губернії за 1906 рік, Никонівка, село Солотвинської волості, Житомирського повіту, Волинської губернії, в селі проживало 1013 чоловік, в 167 дворах [9].

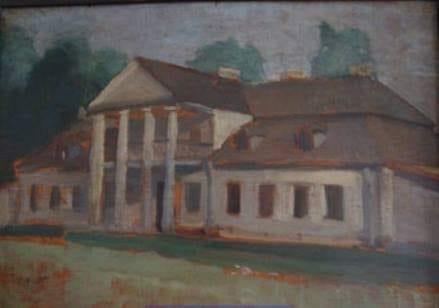
Маєток Пеньковських, картина (Інформація із сторінки facebook «Підслухано Никонівка»)

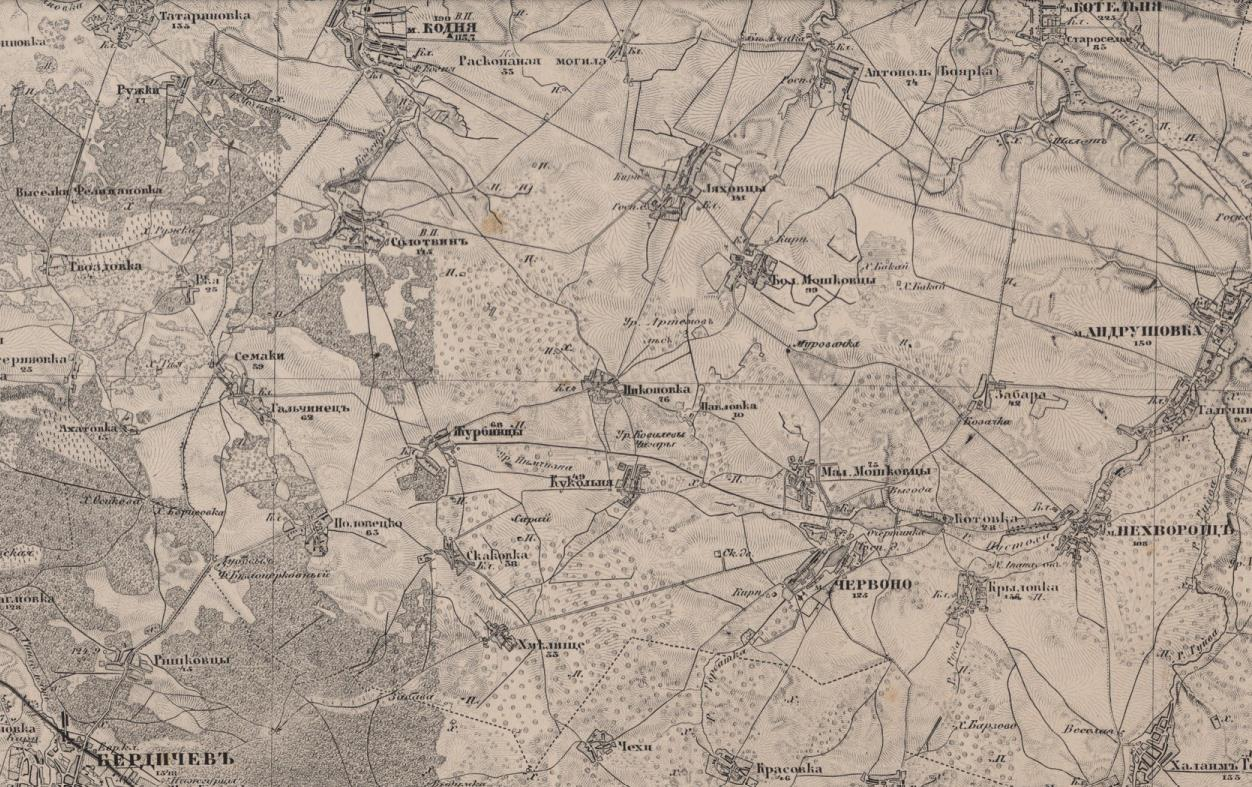
С. Никонівка на військово-топографічній карті Волинської губернії (1855-1877 рр.)

Після ліквідації губернського адміністративно поділу, територія села Никонівка ввійшла спочатку до складу Київської області, а в 1932 році – Вінницької області, станом на 1933 рік село було центром Никонівської сільської ради, Бердичівського району, Вінницької області аж до моменті створення окремої Житомирської області 22 вересня 1937 року.
Також не оминули село і інші трагічні події , репресії 1930-х років, Друга світова війна. Під час Другої світової війни селом двічі пройшов фронт бойових дій, спочатку в 1941 році, а потім в 1943-1944 роках, під час Житомирсько-Бердичівської операції. Під час війни неподалік від Никонівки, на території колишнього військового містечка «Елінг», діяв табір військовополонених, які працювали на заводах Бердичева, полонених також возили на роботу в сусідні села, в тому числі і в Никонівку, за час німецької окупації в селі було розстріляно декілька мирних жителів: Тимощук В. П., Матвійчук Р. П., Кащук Є., Козаченко С., Музичук Е., та ін. [11].   В «Історії міст та сіл Житомирської області» вказано, що учасниками бойових дій було 553 жителя села, з яких загинула 101 особа [12].
Під час Другої світової війни село Никонівка було центром українського націоналістичного руху, в селі було сформовано групу ОУН (Б), яка боролася як проти німецьких окупантів, так і проти радянської влади. В липні 1941 року, уже після окупації села німецькими військами, в селі відбувся схід і було прийнято рішення зв’язатися з іншими організаціями в окрузі. Уже в 1942 році лідер Бердичвського проводу ОУН (Б) Микола «Муха», зв’язався із жителем села Никонівка, Василем Безсмертним (був розстріляний німцями за націоналістичну діяльність), задача була зібрати та організувати людей. Уже в березні 1943 року Никонівка стала центром Бердичівського районного проводу ОУН (Б), очолив його Микола Мусій-«Муха», членами організації були: місцевий учитель, поляк за національністю, Болеслав Калюда, Григорій Вовнюк, Микола Атаманюк, Сергій Семенюк, Олексій Басюк, Федір Воронюк. Пізніше, влітку 1943 року, була створенна друга ланка проводу, в яку входили Володимир Басюк, Петро Воронюк, Леонід Воронюк, Яків Мельничук та інші. Члени ОУН (Б) в Никонівці та населених пунктах навколо, поширювали листівки проти німецької окупаційної влади, агітували проти вивезення людей на роботу до Німеччини. За час діяльності кількість членів ОУН в с. Никонівка досягало близько 50 осіб [13].

## Голодомор 1932—1933р.р
Для Никонівки дуже тяжкими були роки Голодомору, село було занесене на «чорну дошку». «…За злочинне зривання плану мобілізації коштів 1-го кварталу по селах Никонівка та Скраглівка, особливо з надходження культзбору та готівки за позику 4-го, завершального, року п’ятирічки, 28 березня 1933 року Бердичівський міськпартком затвердив постанову фракції міськради про занесення цих сіл на «чорну дошку», з врученням їм «рогожових прапорів» та застосування фінансових обмежень…» [10]. По даним зі списків жертв Голодомору в Житомирській області в селі Никонівка від голоду загинуло мінімум 56 осіб, ще близько ста осіб померли в інших селах Никонівської сільської ради [10].

## Населення
Згідно з переписом УРСР 1989 року чисельність наявного населення села становила 598 осіб, з яких 254 чоловіки та 344 жінки.
За переписом населення України 2001 року в селі мешкали 572 особи.

### Мова
Розподіл населення за рідною мовою за даними перепису 2001 року:
| Мова       | Відсоток |
| ---------- | -------- |
| українська | 99,66 %  |
| російська  | 0,34 %   |

## Відомі люди
В поселенні народились:
- Білоус Петро Васильович (* 1953) — український літературознавець.
- Верещак Віктор Олександрович (1971—2014) — воїн 26-ї Бердичівської окремої артилерійської бригади 8-го армійського корпусу Сухопутних військ ЗСУ, загинув під час знаходження бойового підрозділу на посиленні охорони південного державного кордону (с. Рівне, Херсонська область).
- Грищук Валерій Павлович (* 1952) — український фізик, політик, громадський діяч.